# Steamer (gene)
Steamer, (em português: Vapor), é um tipo de gene de retrotransposão, "retrotransposon" (um gene saltador que pode fazer cópias de si mesmo). Steamer é herdado não apenas do modo vertical habitual, dos pais aos filhos. Também se move horizontalmente entre indivíduos e até mesmo entre espécies. Genes semelhantes ao steamer foram encontrados em animais de seis outros grupos principais (filos), incluindo corais, esponjas, vermes e ouriços-do-mar.